# Gnomo de Gerona
El llamado Gnomo de Gerona es el nombre dado al cuerpo de un animal o un feto animal (normal o deforme) encontrado cerca de Gerona, Cataluña (España) en septiembre de 1989 y que unos años más tarde, en 1993, despertó el interés de algunos medios de comunicación españoles hacia la criptozoología, dedicándosele incluso programas televisivos, como la serie En los límites de la realidad, presentado por Andrés Aberasturi, y Otra dimensión.

## Morfología
El cuerpo presentaba teóricamente un color azulado en la piel, carente de pelo, con algunas pequeñas manchas distribuidas principalmente por el cuello y la cara. Su longitud sería aproximadamente de doce centímetros. Presentaba una protuberancia en la zona de la frente, orejas largas, ojos de color rojizo y un hocico similar al de los roedores. En sus extremidades los dedos o garras estaban unidos por membranas.

## Historia
Según la versión inicialmente difundida, el ser habría sido capturado por unos excursionistas a once kilómetros de Gerona, en la ruta que va de Bañolas a Olot, quienes según esta primera recreación de los hechos, se encontraban en un bosque cuando vieron al ser, que trató de huir velozmente hasta que le cazaron. Entre las afirmaciones de esta primera versión se encontraría la de que emitía "una especie de chillido que recordaba la carcajada de un anciano".
Siguiendo este relato, el ser permaneció vivo durante veinticuatro horas (otras versiones dicen que durante cuatro días) tras su captura. Posteriormente habría sido entregado todavía vivo al parapsicólogo español Ángel Gordon quien tras la muerte del animal lo conservó en un frasco con formol.
A partir del examen de una serie de fotografías del cuerpo conservado, el patólogo estadounidense John Altshuler y el doctor español Luis Linares de Mula descartaron que se tratara del feto normal de un animal. Este último afirmaba como posibilidades:

“Por un lado que sea un ser monstruoso, es decir, un caso teratológico (un animal deforme) en que se desarrollan los tejidos, los órganos, los miembros, etcétera de forma anormal. También puede deberse al hallazgo de un ser primitivo que se hubiera conservado en una zona lo suficientemente fría, en la nieve o un glaciar, para que pervivieran los tejidos, la carne, las vísceras además de los huesos. En este caso se trataría de un animal desconocido para la ciencia actual”

### Un montaje
Por su parte el investigador Pedro Palao y biólogos del Zoo de Barcelona afirmaron que podría ser el feto deforme de un rumiante, probablemente un ternero de tres meses de gestación, lo que apuntaba a un posible engaño.
Posteriormente el investigador Francisco Contreras descubrió que Mario Añaños y Juan Pujals, los cazadores del gnomo en la primera versión del relato, nunca existieron, sino que el animal fue encontrado muerto por un vecino de Gerona, Manuel Tello, quien lo metió en un bote y le hizo unas fotografías. Así pues, toda la historia inicialmente difundida por los medios de comunicación quedó contrastada como un montaje de autoría no muy clara.